# STS-82
STS-82 foi uma missão da NASA realizada pelo ônibus espacial Discovery, lançado em 11 de Fevereiro de 1997.

## Tripulação
| Posição                  | Astronauta       |
| ------------------------ | ---------------- |
| Comandante               | Kenneth Bowersox |
| Piloto                   | Scott Horowitz   |
| Especialista de missão 1 | Mark Lee         |
| Especialista de missão 2 | Steven Hawley    |
| Especialista de missão 3 | Gregory Harbaugh |
| Especialista de missão 4 | Steven Smith     |
| Especialista de missão 5 | Joseph Tanner    |

## Caminhadas espaciais
| Missão | Astronautas                    | Começo (UTC)          | Fim (UTC)             | Duração              | Tarefa |
| ------ | ------------------------------ | --------------------- | --------------------- | -------------------- | ------ |
| EVA 1  | Mark Lee Steven Smith          | 14 de Fevereiro 04:34 | 14 de Fevereiro 11:16 | 6 horas e 42 minutos |        |
| EVA 2  | Gregory Harbaugh Joseph Tanner | 15 de Fevereiro 03:25 | 15 de Fevereiro 10:52 | 7 horas, 27 minutos  |        |
| EVA 3  | Lee Smith                      | 16 de Fevereiro 02:53 | 16 de Fevereiro 10:04 | 7 horas, 11 minutos  |        |
| EVA 4  | Harbaugh Tanner                | 17 de Fevereiro 03:45 | 17 de Fevereiro 10:19 | 6 horas, 34 minutos  |        |
| EVA 5  | Lee Smith                      | 18 de Fevereiro 03:15 | 18 de Fevereiro 18:32 | 5 horas, 17 minutos  |        |